# Carlo Castellani
Carlo Castellani (* 15. Januar 1909 in Fibbiana, Gemeinde Montelupo Fiorentino, (FI); † 11. August 1944 im KZ Gusen) war ein italienischer Fußballspieler.

## Karriere
Carlo Castellani spielte insgesamt neun Spielzeiten für den FC Empoli, meist in der damals zweitklassigen und zweigeteilten Prima Divisione Nord. Zwischen 1929 und 1930 sowie von 1934 bis 1939 erzielte er ca. 61 Tore in 145 Spielen für den Verein und ist damit der Spieler mit den meisten Toren für den toskanischen Verein. Von 1930 bis 1932 spielte er für den AS Livorno, mit dem er 1931 als Vorletzter aus der höchsten Spielklasse, der Serie A, abstieg.
Castellani starb im Jahr 1944 im KZ Gusen nach einer Deportation durch die Truppen der Nationalsozialisten.

## Ehrungen
- 1965 wurde das Stadion des FC Empoli nach ihm benannt.
- Das Stadion seines Geburtsortes Montelupo Fiorentino trägt ebenfalls seinen Namen.